# Kagende
Kagende är ett vattendrag i Burundi.   Det ligger i provinsen Muramvya, i den centrala delen av landet, 50 kilometer öster om huvudstaden Bujumbura.
Omgivningarna runt Kagende är en mosaik av jordbruksmark och naturlig växtlighet. Runt Kagende är det tätbefolkat, med 411 invånare per kvadratkilometer.